# Gummi-Tarzan
 "Gummi Tarzan" omdirigeres hertil. For filmen, se Gummi Tarzan (film).
Gummi-Tarzan (ISBN 82-05-11007-7) er en børnebog fra 1975 af Ole Lund Kirkegaard, der handler om Ivan, som får buksevand i skolen og skældud derhjemme. En dag får han mulighed for at få opfyldt alle sine ønsker en hel dag, hvilket giver ham "den mærkeligste dag i hans liv".

## Filmatisering
Bogen blev i 1981 filmatiseret af Søren Kragh-Jacobsen. Filmen Gummi Tarzan modtog tre Bodilpriser for bedste film, bedste mandlige hovedrolle (Otto Brandenburg) og bedste mandlige birolle (Peter Schrøder). I 1982 vandt filmen UNICEF's nyindstiftede børnefilmpris.
Den 16. maj 2012 var der premiere i danske biografer på Gummi T, en 3D-animeret film baseret på bogen.

## Musical
Den 1. november 2002 havde Gummi-Tarzan premiere som musical i Cirkusbygningen i København. Musicalen blev også opført i 2022 af Mastodonterne under navnet Gummi-T på Royal Stage i FrederiksborgCentret, Hillerød, og i Cirkusrevyens telt på Bakken.

## Kontrovers
Navnet Tarzan stammer fra bøgerne af Edgar Rice Burroughs om junglehelten Tarzan, abernes konge. Ud over den normale ophavsretsbeskyttelse af bøgerne er navnet også beskyttet som et registreret varemærke. Rettighederne blev licenseret til Disney i forbindelse med selskabets tegnefilm Tarzan om figuren fra 1999.
Efter opsætningen af musicalen sagsøgte Disney i 2003 Kirkegaards arvinger, der har rettighederne til bøgerne, for krænkelse af Disneys rettigheder til navnet. Sagen blev forligt, således at Gummi-Tarzan i fremtidige værker skal kaldes Gummi-T.  Selve bogen og Kragh-Jacobsens film kan dog stadig markedsføres under det oprindelige navn.